# Epidapus anomalus
Epidapus anomalus är en tvåvingeart som beskrevs av Werner Mohrig och Dimitrova 1993. Epidapus anomalus ingår i släktet Epidapus och familjen sorgmyggor.
Artens utbredningsområde är Bulgarien. Inga underarter finns listade i Catalogue of Life.